# Чудотворний медальйон
48°51′04″ пн. ш. 2°19′26″ сх. д. / 48.850974° пн. ш. 2.32377° сх. д.

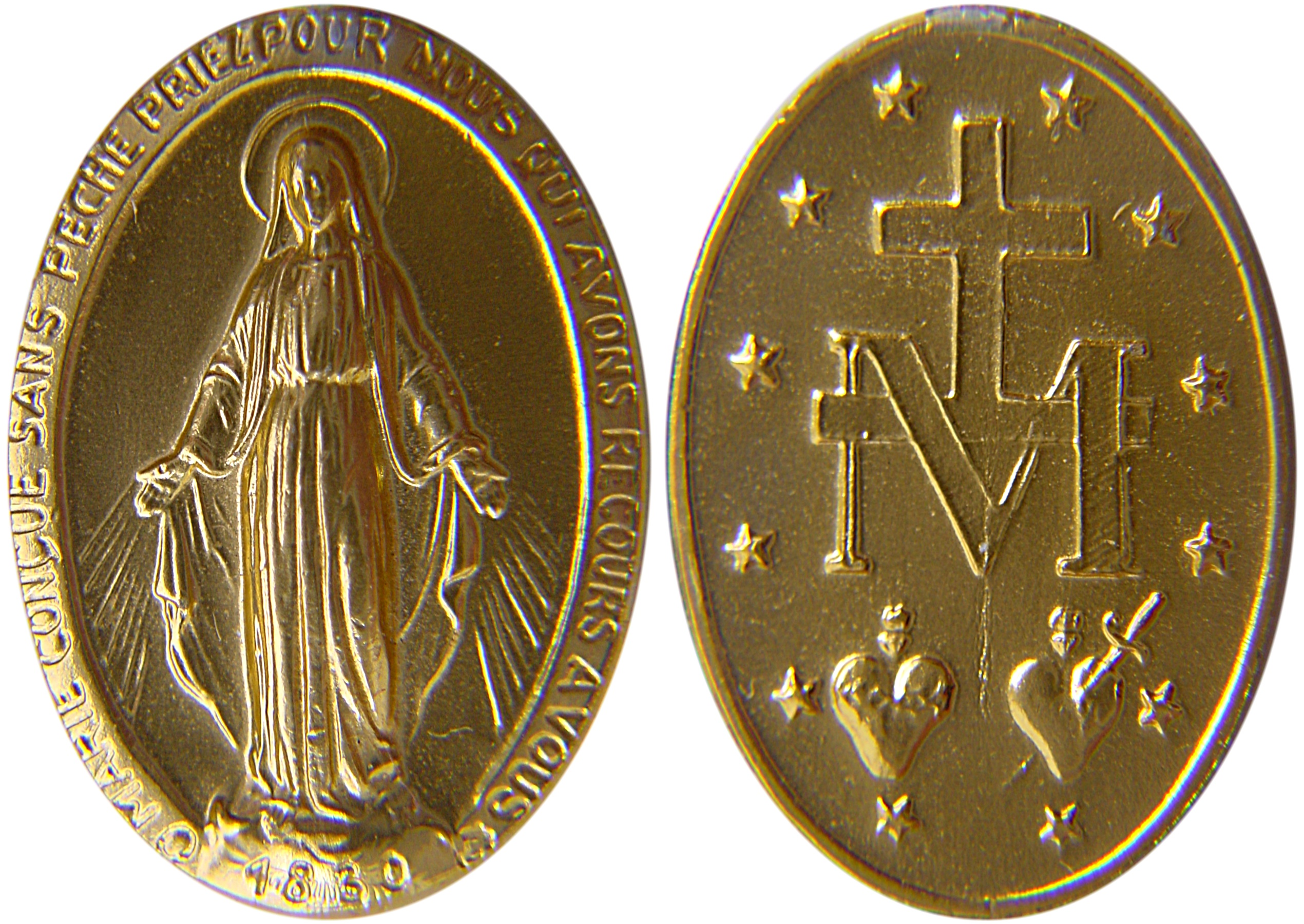
Медальйон Пресвятої Богородиці

Чудотворний Медальйон, Чудесний медалик (фр. Médaille miraculeuse) — також відомий як Медальйон Непорочного Зачаття. Медальйон, дизайн якого походить від Святої Катаріни Лабуре після її повідомлення про видіння Пресвятої Діви Марії і зроблений ювеліром Андрієном Вачетте.
Хоча це і не офіційне вчення католицької церкви, деякі католики вважають, що носіння медальйону з вірою і відданістю може принести особливі милості завдяки заступництву Діви Марії. Такі предмети присвячення не є ювелірними виробами і не повинні використовуватися як прикраса, а радше служити постійним фізичним нагадуванням про Бога і заступництво Діви Марії.
Для святих Хосемарія Ескріва де Балаґер, Максиміліана Марія Кольбе та Мати Терези Чудотворний Медальйон був формою апостольства (Євангелізації), вони радо його поширювали.

## Історія
Свята Катаріна (або Катерина) Лабуре  заявила, що в ніч на 18 липня 1830 року вона прокинулась, почувши голос дитини, що кликав її в каплицю (розміщену на вулиці лю Бак в Парижі), де Пресвята Діва Марія сказала їй: «Бог бажає доручити тобі місію. У тебе будуть труднощі, але не бійся, благодать прибуде з тобою, щоби вийшло все необхідне. Розкажи своєму духовному наставнику, що відбувається всередині тебе. Часи зла у Франції та по всьому світу».
27 листопада 1830 року Катерина повідомила, що Пресвята Діва Марія повернулася під час вечірніх медитацій. Вона показала себе в овальній рамці, стоячи на земній кулі. Вона носила багато кілець з дорогоцінними каменями, які світили променями світла над земною кулею. На краях рамки з'явилися слова «Ô Marie, conçue sans péché, priez pour nous qui Avons recours à vous» («О Маріє, без гріха зачата, молись за нас, що прибігаємо до тебе»). Коли Катерина спостерігала, рамка, здавалося, обертається, показуючи коло з дванадцяти зірок, великою літерою М, перетнуту хрестом, і стилізоване Пресвяте Серце Ісуса, увінчане шипами, і Непорочне Серце Марії, пронизане мечем. На запитання, чому деякі дорогоцінні камені не проливають світло, Марія відповіла: «Це ті благодаті, про які люди забувають просити». Тоді сестра Катерина почула, як Діва Марія просить її віднести ці образи до свого отця сповідника, сказавши йому, що на них повинні бути надіті медальйони і сказала: «Усі, хто їх носять отримають велику благодать».

## Символізм
Елементи дизайну містять в собі основні принципи Марійних догм і християнської віри.
Лицьова сторона:
- Марія — Її розпростерті руки символізують заступництво, яке ми маємо через неї.
- Непорочна — Слова, «без гріха зачата».
- Внебовзяття Марії — Вона стоїть на земній кулі.
- Посередниця благодатей (англ. Mediatrix[en]) — Промені від її рук, що символізують благодать.
- Наша Захисниця — розчавить голову  змієві (Буття 3:15).

Зворотний бік:
- Велика літера «М» — Марія як мати, Посередниця (англ. Mediatrix).
- Хрест і переплетення — Хрест символізує Відкуплення людства Ісусом. Переплетення М і хреста вказує на тісний зв'язок Марії та Ісуса, що також передбачає її роль посередника.
- 12 зірок — 12 апостолів; також це посилання на видіння святого апостола Йоана, яке записано в Книзі Одкровення 12: 1: «І знамення велике видно було на небі — жінка, одягнена в сонце, і місяць під стопами її, а на голові її вінець із дванадцяти зірок.»
- Ліве серце — Пресвяте Серце Ісуса, який помер за гріхи людства.
- Праве серце — Непорочне Серце Марії, яка заступається за грішників.
- Полум'я навколо обох сердець — палаюча любов Ісуса та Марії до людей.

## Святий Максиміліан Марія Кольбе та Чудотворний медальйон
Відомим почитателем Чудотворного медальйону був святий Максиміліан Марія Кольбе — священник, монах-францисканець і мученик, засновник християнського руху «Воїнство Непорочної Діви Марії» Він роздавав цей медальйон католикам та невіруючим. Святий Максиміліан писав про Чудотворну медаль (цитати перекладено з польської): 

| Рздавайте її медальйон всюди де це можливо: дітям, щоб вони завжди носили його на шиї, і старшим, і особливо молоді. Під її захистом вона матиме достатньо сил, щоб протистояти такій великій кількості спокус і пасток, з яким вона стикається в наш час. І те, що вони не дивляться на церкву, вони бояться прийти на сповідь, насміхаються з релігійних звичаїв, сміються з правди віри, в'язнуть в моральному болоті або залишаються поза Церквою в єресі - в такому випадку треба пожетвувати Медальйон Непорочної і попросити їх носити його, а тим часом Непорочна Діва ревно благає про їх навернення. Багато хто навіть знаходить раду коли хтось не хоче приймати медаль жодним чином. Вони просто таємно вшивають її в одяг і моляться, і Непорочна Діва рано чи пізно показує на що вона здатна ... У світі багато зла, але пам’ятаймо, що Непорочна Діва більш могутня, і вона розчавить голову пекельної змії. |
Іншим разом святий Максиміліан сказав:

| Коли диявол хоче когось спокусити то насамперед, за будь-яких обставин, намагається забрати Чудотворний медальйон, це показує досвід. Не дозволяйте сатані нас обдурити. |